# Liga Nacional contra el Ateísmo
| |  |  |
| Los presidentes de la Liga Nacional contra el Ateísmo: Adolphe Franck, Arthur Desjardins y Anatole Leroy-Beaulieu. |  |  |

La Liga Nacional contra el Ateísmo fue una asociación francesa fundada en 1886 y activa hasta el comienzo del siglo XX.

## Historia
Durante los años 1880, las medidas de laicización adoptadas por los republicanos en la estela del positivista Jules Ferry, el anticlericalismo desplegado por los radicales así como el impulso del pensamiento materialista, muy presente sobre todo en el movimiento socialista emergente, hicieron temer a algunos franceses la perspectiva de una sociedad sin Dios. Esta reacción no se produjo solo por parte de los defensores clericalistas de las tradiciones y de los intereses de la Iglesia católica, sino también por parte de ciertos intelectuales espiritualistas.
Es esta última categoría a la que pertenecen los filósofos Adolphe Franck y Charles Waddington, que crearon la Liga Nacional contra el Ateísmo en la primavera de 1886 y tomaron respectivamente la presidencia y la vicepresidencia con la ayuda del representante de comercio y publicista F. Martin-Ginouvier, que aseguró la dirección. Miembro desde 1886, el hombre de Estado Jules Simon, que se había opuesto a las leyes de laicización durante su paso por el Senado, fue nombrado presidente de honor en 1889. El mismo año, también se le concedió la presidencia honoraria de la Liga Popular para el Descanso Dominical en Francia.
La Liga nacional contra la athéisme, cuya sede se situaba en el n.º 31 de la calle de Richelieu, se dotó de un órgano de prensa con La Paix sociale («La Paz Social») un semanario que se publicó entre junio de 1888 y 1890.
Formada por protestantes, judíos, católicos y deístas salidos de la intelectualidad, de la política y de la abogacía, la liga se dio el objetivo de combatir el ateísmo y todos los sistemas que se supuso que conducirían a él, tales como «el evolucionismo, el pesimismo, el determinismo, el positivismo, el materialismo [y] la moral independiente, es decir, la moral sin Dios». Su acción consistía esencialmente en la organización de conferencias cuyos textos eran publicados más tarde en forma de folletos. En los años 1890, una parte importante de sus miembros se adhiere igualmente a la Liga Popular para el Descanso Dominical en Francia así como a una liga por la decencia, la Sociedad Central de Protesta contra la Licencia de las Calles.
Tras la muerte de Franck en 1893, la presidencia de la liga fue confiada a otro miembro del Instituto, el magistrado Arthur Desjardins. Cuando este último murió a su vez en 1901, fue reemplazado por el ensayista Anatole Leroy-Beaulieu, también miembro del Instituto.
En 1905, algunas semanas antes de la separación Iglesia-Estado, Leroy-Beaulieu envió a varios periódicos un comunicado en el que criticaba severamente el programa del congreso parisiense del librepensamiento. Esta protesta pública, a la cual respondió Ferdinand Buisson, fue uno de los últimos signos de actividad de la liga.

## Conferenciantes y miembros notables
| - Émile Amélineau - Georges Berry - César Caire - Denys Cochin - Léon Crouslé - Arthur Desjardins (presidente) - Théophile Desdouits - Louis Duval-Arnould - Camille Flammarion - Adolphe Franck (presidente fundador) - Armand Gautier | - Henri Joly (vicepresidente) - Clément Juglar - Anatole Leroy-Beaulieu (président) - Hyacinthe Loyson - Émile de Marcère - Fernand Nicolaÿ - Paul Nourrisson - Frédéric Passy· - Louis Petit de Julleville - Pedro II de Brasil (miembro honorario) | - Edmond de Pressensé - Léon de Rosny - Edmond Rousse (vice-président) - Jules Simon (président d'honneur) - Tcheng-Ki-Tong (miembro honorario) - Ludovic Trarieux - Étienne Vacherot - Louis Vivien de Saint-Martin (presidente honorario) - Charles Waddington (vicepresidente fundador) |